# Луиза (окръг, Айова)
Окръг Луиза (на английски: Louisa County) е окръг в щата Айова, Съединени американски щати. Площта му е 1083 km², а населението - 11 725 души. Административен център е град Уопълоу.